# Riverton (Wyoming)
Riverton è una città degli Stati Uniti d'America, situata nella Contea di Fremont nello Stato del Wyoming. Nel censimento del 2000 la popolazione era di 9.310 abitanti. La città è la più popolosa della contea ed è stata fondata nel 1906 su un territorio anticamente diviso fra le tribù indiane degli Shoshoni e degli Arapaho.

## Storia
La città è un'entità incorporata dello stato del Wyoming. La comunità è stata chiamata Riverton a causa dei quattro fiumi che si incontrano lì. La città fu costruita su un terreno ceduto dalla riserva indiana del fiume Wind nel 1906, una situazione che la rende spesso soggetta a rivendicazioni giurisdizionali da parte delle vicine tribù Shoshone orientali e Arapaho settentrionale.
Una sentenza legale del 7 novembre 2017, del 10 ° tribunale di circoscrizione, si è nuovamente pronunciata nella controversia sul confine di riserva dell'EPA. Sebbene la decisione fosse complessa, il 10 ° tribunale distrettuale ha risposto chiaramente. Riverton non appartiene alla riserva. La decisione del 10 ° Circuito è ora ufficiale e definitiva dopo la sentenza della 10 ° Corte d'Appello del Circuito 2017. La Decima Corte d'Appello del Circuito ha annullato la decisione dell'EPA e ha ritenuto che la terra fosse stata ceduta nel 1905 da un atto del Congresso. Questa sentenza pone fine alla controversia, ponendo fine al dibattito e alla controversia. 
Il 21 agosto 2017 un'eclissi solare totale si è verificata su Riverton.
Riverton è la sede di un National Weather Service Forecast Office che è responsabile di coprire tutto il Wyoming occidentale e centrale. C'è un radar WSR-88D (Weather Surveillance Radar 1988 Doppler) in questo ufficio della NWS.
La Chicago & Northwestern Railway ha completato un'estensione della "Cowboy Line" fino a Lander, che si trova a circa 22 miglia a ovest di Riverton. I piani dovevano continuare la linea ad ovest di Lander. Nel 1972, la fine della linea fu spostata da Lander e il nuovo capolinea della linea fu a Riverton. Il servizio è stato poi interrotto a Riverton a metà degli anni '70 quando la linea è stata lentamente smantellata a ovest di Casper.

## Geografia fisica
Secondo i rilevamenti dell'United States Census Bureau, la località di Riverton si estende su una superficie di 25,3 km², tutti occupati da terre.

## Popolazione
Censimento del 2010
Secondo il censimento del 2010, c'erano 10.615 persone, 4.252 famiglie e 2.600 famiglie che vivevano nella città. La densità di popolazione era di 1.076,6 abitanti per miglio quadrato (415,7 / km2). C'erano 4.567 unità abitative con una densità media di 463,2 per miglio quadrato (178,8 / km2). La composizione razziale della città era 83,5% bianchi, 0,5% afroamericani, 10,4% nativi americani, 0,3% asiatici, 0,1% isolani del Pacifico, 1,8% da altre razze e 3,5% da due o più razze. Ispanici o latini di qualsiasi razza erano il 9,0% della popolazione.
C'erano 4.252 nuclei familiari, di cui il 31,0% aveva figli di età inferiore ai 18 anni che convivevano con loro, il 43,2% erano coppie sposate che convivono, il 12,9% aveva una donna capofamiglia senza marito presente, il 5,1% aveva un capofamiglia maschio senza moglie presente, e il 38,9% erano non famiglie. Il 31,3% di tutte le famiglie era composto da individui e il 13,6% aveva qualcuno che viveva da solo che aveva 65 anni o più. La dimensione media della famiglia era 2,37 e la dimensione media della famiglia era 2,96.
L'età media in città era di 35,4 anni. Il 23,9% dei residenti aveva meno di 18 anni; L'11,5% aveva un'età compresa tra i 18 ei 24 anni; Il 25% era da 25 a 44; Il 24,3% era compreso tra 45 e 64; e il 15,2% aveva 65 anni o più. La composizione di genere della città era per il 50,0% maschile e per il 50,0% femminile.

Censimento del 2000
Secondo il censimento del 2000, a Riverton vivevano 9.310 persone, ed erano presenti 2.407 gruppi familiari. La densità di popolazione era di 367,6 ab./km². Nel territorio comunale si trovavano 4.254 unità edificate. Per quanto riguarda la composizione etnica degli abitanti, l'86,81% era bianco, lo 0,17% era afroamericano, l'8,08% era nativo, lo 0,47% proveniva dall'Asia, lo 0,03% proveniva dall'Oceano Pacifico, l'1,86% apparteneva ad altre razze e il 2,58% a due o più. La popolazione di ogni razza ispanica corrispondeva al 7,09% degli abitanti.
Per quanto riguarda la suddivisione della popolazione in fasce d'età, il 24,2% era al di sotto dei 18, il 10,4% fra i 18 e i 24, il 26,0% fra i 25 e i 44, il 23,0% fra i 45 e i 64, mentre infine il 16,4% era al di sopra dei 65 anni di età. L'età media della popolazione era di 38 anni. Per ogni 100 donne residenti vivevano 94,0 uomini.

## Servizio aereo
È disponibile un servizio passeggeri giornaliero per Denver e Sheridan presso l'aeroporto regionale del Wyoming centrale, con servizio fornito da Denver Air Connection. Un accordo interline con United Airlines consente di prenotare per oltre 400 aeroporti aggiuntivi negli Stati Uniti. Denver Air Connections mantiene l'affidabilità del volo superiore al 96%. L'aeroporto fornisce anche servizi di noleggio auto tramite Hertz e servizi di aviazione generale.

## Istruzione
L'istruzione pubblica nella città di Riverton è fornita dal distretto scolastico della contea di Fremont n. 25. Il distretto gestisce tre scuole elementari K-3 (Ashgrove, Aspen Park e Jackson), la Rendezvous Elementary School (classi 4–5), la Riverton Middle School (classi 6–8) e la Riverton High School (classi 9–12).
Il Central Wyoming College si trova a Riverton, con siti fuori dal campus nel Wyoming a Jackson, Lander, Thermopolis, Dubois e nella riserva indiana del fiume Wind.
Riverton ha una biblioteca pubblica, una filiale del sistema bibliotecario della contea di Fremont.